# Conoculus asperus
Conoculus asperus is een hooiwagen uit de familie Triaenonychidae.